# Горячев, Порфирий Владимирович
Порфирий Владимирович Горя́чев (1908—1997) — советский конструктор вооружений.

## Биография
Родился 10 (23 февраля) 1908 года в селе Лапино (ныне Ногинский район, Московская область). В 1926 году окончил школу 2-й ступени (10 классов) со специальным промышленным уклоном.
Работал чертежником в Вичугском горкомхозе (1925—1927), руководителем группы на Ленинградском заводе № 7 (1927—1941) и в НИИ-13 (Молотов) (1941—1942).
В 1942—1968 годах в СКБ НКВ (КБМ, Коломна), последняя должность — начальник отдела.
Ведущий конструктор по созданию универсального хода к 120-мм полковому миномету, универсальной лыжной волокуши для минометов калибром 82 мм. Один из конструкторов средств для транспортировки тяжелых минометов, безоткатных орудий Б-10 и Б-11.
Автор 15 изобретений.
Умер 26 сентября 1997 года в Коломне.

## Награды и премии
- Сталинская премия второй степени (1951) — за работу в области военной техники.
- орден Отечественной войны II степени (1945).